# Како време утиче на здравље : (метеоропатија)
Како време утиче на здравље : (метеоропатија)  (енгл. How the Weather Affects Your Health) стручна је монографија Манфред Кајзера (енгл. Manfred Kaiser), објављена 2002. године. Српско издање објављено је 2003. године у издању издавачке куће Драганић и преводу Татјане Поповић и Весне Одановић-Капуран.

## О делу
Књига Како време утиче на здравље : (метеоропатија) је књига из области биометеорологије, написана за широку читалачку публику. Клима се мења, и сваке године се бележе нови рекорди везани за време: рекордна топлота, рекордна суша, поплаве, а расте број циклона и торнада који пустоше наше куће, узимају животе и наше здравље. Време и здравље су непрестано на насловним странама новина, тв екранима, а то су и теме наших свакодневних разговора.
Све оне које брине ефекат промене климе на нас, онда ова књига представља нужно штиво које ће нам објаснити везу измедју два најјача утицана на наш живот. Ефекти које осетљивост на време, климатске промене, ваздух, топлота, хладноћа, сунчева радијација и нагле временске промене имају на нас, све је то представљено, уз пропратна објашњења о поремећајима условљеним временских приликама, као и превентивне мере и савети који се односе на лечење.
На насловној страни књиге пописани су појмови: Астма; Глобално загревање; Фотостарење; Артритис; Електромагнетна радијација; Рак коже; Мигрене; Топлотни удар; Поремећај ока; Осетљивост на време; Крвни притисак; Болести срца и циркулације; Сезонски афективни поремећај; Загађеност.